# رابرت فلک
رابرت فلک (انگلیسی: Robert Fleck؛ زادهٔ ۱۱ اوت ۱۹۶۵) بازیکن سابق و مربی فوتبال اهل اسکاتلند است.
از باشگاه‌هایی که در آن بازی کرده‌است می‌توان به باشگاه فوتبال گورلستون، باشگاه فوتبال رنجرز، باشگاه فوتبال پاتریک تیسل، باشگاه فوتبال چلسی، باشگاه فوتبال نوریچ سیتی، باشگاه فوتبال ردینگ، باشگاه فوتبال بولتون واندررز، و باشگاه فوتبال بریستول سیتی اشاره کرد.
وی همچنین در تیم ملی فوتبال اسکاتلند بازی کرده‌است.